# Бубыл (приток Берёзовой)
Бубыл — река в России, протекает в Чердынском районе Пермского края. Устье реки находится в 135 км по правому берегу реки Берёзовая. Длина реки составляет 13 км.
Исток реки на западных предгорьях Северного Урала в 16 км к юго-востоку от посёлка Вижай. Река течёт на юг, всё течение проходит по ненаселённой местности среди холмов покрытых таёжным лесом. Впадает в Берёзовую в урочище Бурундук в 20 км к юго-востоку от посёлка Вижай.

## Данные водного реестра
По данным государственного водного реестра России относится к Камскому бассейновому округу, водохозяйственный участок реки — Кама от водомерного поста у села Бондюг до города Березники, речной подбассейн реки — бассейны притоков Камы до впадения Белой. Речной бассейн реки — Кама.
По данным геоинформационной системы водохозяйственного районирования территории РФ, подготовленной Федеральным агентством водных ресурсов:
- Код водного объекта в государственном водном реестре — 10010100212111100005942
- Код по гидрологической изученности (ГИ) — 111100594
- Код бассейна — 10.01.01.002
- Номер тома по ГИ — 11
- Выпуск по ГИ — 1